# 香港2008年1月

## 1月31日
（請按此參閱當天之報章頭條）
- 警方昨天拘捕一名男子，懷疑他發放多張涉及藝人的色情照片，至今已有兩名藝人的代理人報警。警方指被捕男子不一定是發放源頭，相信與相中人無關係。警方已聯絡互聯網供應商，儘快將照片刪除，並呼籲市民不要轉載照片。 [來源請求]

## 1月30日
（請按此參閱當天之報章頭條）
- 澳門前運輸工務司長歐文龍，被控逾50項受賄及洗黑錢等罪成，被判入獄27年及罰款24萬元，並充公他貪污所得財產。法官指他將政府機器轉為私人工具，為本身利益損害公眾利益，有如貪得無厭的掠奪者，並使政府形象受損。 明報
- 香港電台前節目主持李慧娜被控盜竊稿費案，裁判官鑑於控方未能提供足夠證據，故裁定6項罪名全部不成立。裁判官羅德泉又批評港台行政非常混亂，沒有可以正確反映事實的紀錄，資料錯誤仍可申領報酬，令人不解。 明報
- 香港旅遊業議會決定，取消全部於2月2日前到長沙及張家界的30個旅行團，涉及約700名團友。旅客可改報其他旅行團，或保留團費在旅行社半年。另議會己跟國家旅遊局達成共識，確保所有出境旅行團安排不受影響。 明報
- 藝人陳冠希被懷疑床照在網上流傳，未知是合成圖片還是真實圖片。 明報

## 1月29日
（請按此參閱當天之報章頭條）
- 政府建議在屯門曾咀或離島石鼓洲興建垃圾焚化爐，造價40億港元，每年營運費約2.5億港元，預計2014年落成。政府疑於2010年完成環境影響研究。對於有屯門居民反對設置焚化爐，環境局長邱騰華表示，會研究把影響減到最低。 明報
- 2008年賀歲煙花匯演將於年初二晚在維港舉行，主辦方將出動4艘躉船發放逾4萬枚煙花。10幕煙花中將有3幕以北京奧運作主題，會出現「北京」及「2008」字樣，為配合高清電視廣播，煙花色彩會被以往鮮艷，匯演將歷時23分鐘。 明報、維基新聞

## 1月28日
（請按此參閱當天之報章頭條）
- 外圍股市疲弱加上受中國大陸雪災影響，恆指裂口低開近780點，其後跌幅逐步擴大，下午一度跌逾1,500點，其後跌幅收窄，收報24,053點，跌1,068點，成交1,070億港元。石油股及中資金融股被拋售，但煤炭股則逆市造好。 明報
- 港九粉麵製造業總商會在報章刊登廣告，指粉麵原材料價格及運輸成本急增，強烈建議業界加價20-25%。消委會認為此舉屬反競爭行為且不可接受，而商務及經濟發展局長馬時亨則認為此舉並不恰當，已去信呼籲商會取消建議。 明報
- 中國大陸雪災使輸港食品供應不足，商販預期未來價格會持續上升。菜統處表示，降雪令江西、湖南等地的蔬菜凍死，供港蔬菜減少兩成；而輸港活豬亦較內地公佈少近千隻，部份豬隻更於途中凍死。此外有蛋商表示整天都無蛋隻輸港。 明報
- 香港立法會通過動議，促查陳方安生獲十成按揭事件。 維基新聞

## 1月27日
- 京九直通車延誤一天後，終在下午抵港，有乘客指列車不時斷水斷電感不滿。另原定於是日抵港的滬九直通車亦受大雪影響而延誤。港鐵呼籲未來數天準備乘坐直通車前往內地的旅客，出發前應致電查詢車次是否正常開出。 明報、維基新聞

## 1月26日
（請按此參閱當天之報章頭條）
- 受華中大風雪影響，香港往來中國大陸的交通嚴重受阻。原定於下午開出的京九直通車須延至翌日抵達，另一班赴京列車，亦要延至明日啟程。另航空交通亦因內地天氣惡劣受阻，多班往來香港與南京及長沙的航班延誤甚至取消。 明報

## 1月25日
- 政府決定將景賢里列為香港法定古蹟，並與業主達成共識，以換地的方式收回景賢里作保育用途，而業主亦會承擔復修費用，預計復修後可回復八成舊貌。另外，位於九龍塘的瑪利諾修院學校亦被列為法定古蹟，學校亦支持有關決定。 明報
- 受美國憧憬下周再減息所刺激，恆指高開1,200點，其後反覆上升，重上25,000點水平，收報25,122點，升1,583點，成交1,266億港元。恆指於本周出現顯著波動，並創出歷來最大點數的跌幅及升幅，但全周只下跌不足80點。 明報
- 有27年歷史的博益出版社宣布由2月1日起停業，集團解釋博益停業是要集中資源發展南華早報集團的核心業務。有旗下作家對此感震驚，擔心未能解決版權問題。有文化研究員認為，博益停業反映在香港出版業的生存空間日少。 明報

## 1月24日
（請按此參閱當天之報章頭條）
- 受美股昨晚反彈刺激，恆指高開306點後，一度升逾800點，但午後市況逆轉，更出現大戶對撼的情況，恆指一度跌逾600點，收報23,539.27，跌550.90，成交1,423.99億港元。匯豐、中移動及中資金融股均告下跌，但港交所則逆市上升。 明報

## 1月23日
（請按此參閱當天之報章頭條）
- 港股在聯儲局及香港多家銀行大幅減息刺激下急升，大市裂口高開1,601點，之後升幅逐步收窄，但午後買盤湧現，最多升過2,482點，收報24,090點，升2,332點，成交1,563億港元。中資金融股一洗頹風，地產股亦有買盤吸納。 明報

## 1月22日
（請按此參閱當天之報章頭條）
- 次按問題使環球股市被大幅拋售，恆生指數低開1,194後持續下跌，跌穿牛熊分界線，其後跌幅一度收窄，但尾市再被推低，恆指收報21757.63，跌2061.23，成交1557.57億港元。藍籌股全線下跌，12隻股份更逾一成。 阿斯達克財經網[永久]、亞洲電視[永久]
- 醫管局發表屯門醫院男病人輸血感染細菌死亡的調查報告，小組在血包中發現螢光假單胞菌，推斷是細菌透過冷凝水後，再經血包上的微細裂縫污染血液，小組認為沒有個別員工需為事件負責，但死者家屬表示對調查報告感失望。 明報
- 尖沙咀彌敦道近梳士巴利道一條食水水管爆裂，附近一帶路面下陷。交通受影響達10個小時，經搶修後到下午4時重開行車線，期間附近食肆和店舖生意受到影響；水務署稱肇事的水管於1982年使用，事件後會提早更換相關水管。 明報

## 1月21日
（請按此參閱當天之報章頭條）
- 投資者擔心次按風暴蔓延，加上美國經濟可能衰退，恆生指數裂口低開742點後持續下跌，恆指收市報23,818點，跌1,383點，成交1,175億港元。而國企指數亦急挫1,030點，收報13,531點，中資金融股及資源股均急跌近10%。 財華社 （页面存档备份，存于）、大公報[永久]
- 公屋居民可於明天起在屋村休憩地方免費使用WiFi上網，居民可利用由房屋署所提供的帳戶及輸入密碼便可。為防止長期佔用和非法下載，每人每次登入後只可上網30分鐘，而系統亦會自動過濾色情資訊。番港政府新聞公報 （页面存档备份，存于）
- 港鐵表示，東鐵綫近期所發現的三宗路軌裂痕事件，同為「較剪位」出現裂痕所致，現已換上另一製造商的組件。另港鐵將動用1.1億更新29列東鐵第一代列車，包括於列車兩旁加設裙板及提升現有的列車監察系統，預計於2009年中完成。 明報

## 1月20日
（請按此參閱當天之報章頭條）
- 街工於去年8月安排18歲以下青少年，放蛇到522間零售店舖試買香煙，結果有90%店舖會出售香煙予青少年。團體指政府監管不力，建議立例將未成年人士購買香煙亦需負上刑責。有報販稱他們願意不售煙予未成年者，但實行時有困難。明報
- 近60名成報前員工不滿被拖欠薪金和欠供強積金，要求律政司向法庭申請禁制令，阻止成報出版，並計劃於星期一向商業罪案調查科報案。成報冀離職員工能保持冷靜，又指任何人發表詆譭成報的言論，他們將保留法律追究的權利。 明報
- 藝人湯盈盈在灣仔拍攝劇集時遇襲需送院檢驗。事發於正午左右，湯盈盈於拍攝外景後，與助手到春園街購買利是封，期間突遭一男子掌摑，男助手追截對方，最後於太原街制服該男子，警方將案件列作襲擊案處理。 明報
- 來往澳門與香港的金光噴射飛航因涉及訴訟案件而暫停航運一個多月後，在今日正式復航。 維基新聞

## 1月19日
（請按此參閱當天之報章頭條）
- 財政司長曾俊華出席財政預算案諮詢論壇，他明白社會關注庫房收入比預期多，會盡量將盈餘用得其所，並已經計劃將醫療開支加至17%，亦會小心處理通脹問題。有團體不滿政府漠視貧富差距到場抗議，曾俊華接收他們的請願信。 明報
- 東鐵綫旺角東站以北的路軌，早上發現一條數吋長的裂紋，港鐵稱裂紋有數吋長，由路軌頂部伸延至底部，但不會影響列車行車安全，列車服務亦維持正常。港鐵已派人全日監察路軌情況，晚上收車後亦會更換該段路軌。 明報
- 民間電台台長曾健成表示，在未來三個月內只會在網上播放節目。 維基新聞

## 1月18日
（請按此參閱當天之報章頭條）
- 警方在慈雲山拘捕16名青少年，懷疑他們自稱黑社會及涉及毒品活動。被捕的16人介乎13至18歲，消息指他們全屬鑽石山一間中學的學生。有被捕學生的家長認為學校想利用學生涉及犯罪活動，而乘機開除學籍。 明報
- 高院決定暫不延長對民間電台的禁制令。禁制令原於是日屆滿，法官夏正民指電台繼續廣播並不會對社會構成危險。法官決定押後至星期一再裁決是否延長禁制令，但提醒電台在周未作非法廣播仍屬違例，並會遭到檢控。 明報

## 1月17日
（請按此參閱當天之報章頭條）
- 恆生指數大幅波動，大市高開升四百多點後，一度掉頭下跌近500點，但下午受日股造好刺激，最多升931點。收報25,114點，升664點，成交1,382億港元。匯豐、中移動及港交所反彈逾3%，但內地限制食品價格，使相關股份下挫。 明報
- 行政長官曾蔭權表示，為增加鮮肉批發的透明度，國家商務部會向港方通報翌日供港活豬數目，並由特區政府公布。鮮肉大聯盟對新措施表示歡迎，但希望能切實執行，否則價格仍會不穩。而活豬批發價是日亦已回落。 明報[]
- 香港大律師公會傍晚在高等法院召開會員大會，確認由袁國強連任主席。但該會一批前主席強烈反對袁國強兼任廣東省政協委員，認為有損公會形象。有學者認為，政協身份與本身專業並無衝突，亦可作為與內地溝通的渠道。 明報[]
- 西貢榕樹澳揭發離奇兇殺案，一名再婚的士司機，被兇徒以鐵通監生撲死。 維基新聞

## 1月16日
（請按此參閱當天之報章頭條）
- 受花旗錄得最大季度虧損拖累及投資者擔心美國經濟陷入衰退，恆指低開706點後顯著向下，一度急跌1,500點，失守24,500的支持位。收報24,450點，跌1,386點，成交1,451億港元。藍籌股全線下挫，但港鐵則逆市靠穩。 明報
- 美國花旗集團錄得近百億美元虧損，市場擔心匯豐亦受次按問題影響要再撥備逾120億美元，而次按問題會擴散至消費領域。匯豐股價因而從2007年初的140港元跌至現時的115港元，但基金業人士黃國英認為仍末完全反映次按的影響。 亞視新聞[永久]
- 九巴引入模擬駕駛系統，系統將模擬香港馬路上常見的突發情況，以提升車長的駕駛技術，預計年內可為逾二千名現職車長提供訓練。另九巴高級執行董事陳祖澤稱，油價上漲及西隧加價令成本大增，故需加價以補貼開支。 明報、九巴新聞稿

## 1月15日
（請按此參閱當天之報章頭條）
- 消委會調查發現，16種聲稱「全破壁」的靈芝孢子中，只有一款是全破壁，當中更有樣本的破壁率只有5%。有關的生產商認為消委會只抽小撮粒子驗證做法不妥，又強調產品過去經粵省的生物分析測試中，破壁率均逾99%。 明報、消委會新聞稿
- 豬肉買手擔心豬隻供不應求，豬肉批發價格一度加至每擔2,400港元，其後買手達成共識，按比例分配豬隻。政府表示供港活豬末有減少，近日供應維持穩定。另外，進口活牛亦只有不足40隻，肉檔稱批發價上升，需加價以彌補損失。 明報
- 涉嫌醉駕被捕的助理廣播處長張文新，被控「拒絕提供血液測試樣本」及「所持車牌不符法例規定」兩項罪名，案件排期在1月25日在沙田裁判法院審理。張於去年10月19日駕車回家時失事，並被警方發現酒精含量超標。 明報
- 北京奧組委決定，奧運馬術比賽選手村將設於沙田帝都酒店，而麗豪酒店則作為新聞中心。奧組委冀香港奧運村能跟北京一樣，讓運動員感受中國傳統文化，而場館附近亦應有奧運會的氛圍，奧運村將於7月26日起運作一個月。 明報

## 1月14日
（請按此參閱當天之報章頭條）
- 電管局指八位數字電話號碼將於2015年後用完，但電訊營運商抽起大量號碼，擬向每個號碼收取港幣$3的年費，冀能騰出更多號碼供市民使用，另局方將向流動電話商派發5及7字頭的電話號碼，以延8位電話號碼的使用年期。 明報、維基新聞
- 大埔新娘潭路車禍凌晨發生車禍，兩名女童一死一重傷。 維基新聞

## 1月13日
（請按此參閱當天之報章頭條）
- 一名44歲男子在將軍澳駿宏街被遙控直升機打中，重傷送院。 明報
  - 事發於下午1時40分，機主應事主要求交出遙控掣，但直升機失控，傷者後腦嚴重受傷，送伊利沙伯醫院急救，情況嚴重。事發後直升機螺旋槳折斷並跌落地上，警方到場調查事發經過。現場已樹警告牌，禁市民放遙控直升機。
- 文職及專業人員總會訪問735人，40%受訪者被凍薪甚至減薪，逾20%僱員加薪幅度只有3%以下，追不上通脹。總會認為在通脹壓力及整體經濟向好情況下，僱主應作出合理薪酬調整及提供在職培訓，以增僱員歸屬感。 明報
- 伊利沙伯醫院與「關心你的心」訪問了616名公眾人士及冠心病患者，逾90%受訪者聽過心臟血管「通波仔」手術，但只有一半人知道手術如何進行。機構指主診醫生的判斷及手術成效，是病人決定是否進行手術的最重要因素。 明報
- 兩條途經西區海隧的小巴線將於星期一起加價，其中旺角往來西環的車費由12.2港元加至13元；旺角至堅尼地城於繁忙時間加至13元。小巴商會稱他們原於1月23日才加價，但隧道加價已使成本大增，迫使他們提早加價。 星島日報
- 民間人權陣線聯同泛民主派發起「堅持2012雙普選、不要2017假民主」大遊行，主辦當局稱有超過22,000人參與。星島日報

## 1月12日
（請按此參閱當天之報章頭條）
- 政府推出「電腦回收計劃」，把仍然可用的舊電腦產品轉贈有需要人士。計劃每年經費約60萬港元，目標是每年回收50,000件電腦產品。另環保署將於下周六及日舉行「舊電腦及電器回收日」，鼓勵市民把舊電子產品送往回收。 明報
- 綠色力量舉辦評選，大埔林村許願樹成當選為「最值得港人回憶榕樹」，專家稱許願樹的健康有轉機，但最少還要10年才會康復。團體指香港有不少有價值的老樹，但未列入古樹名目名冊中，建議政府應推行更多保育工作。 明報
- 原為舊英童學校的前任行政長官辦公室大樓將於星期日開放給公眾參觀，建築署為修復建築物，加入了防火設施及冷氣，並可供3名前任行政長官使用。由於內部的木地板歷史悠久，故每次只能容納20人，市民也只能逗留10分鐘。 明報

## 1月11日
（請按此參閱當天之報章頭條）
- 珠三角受大霧影響，來往港澳的噴射船延誤，並發生兩宗撞船意外。 明報
  - 晚上7時許，一艘前往澳門的噴射船，與一艘前往香港的噴射船相撞，最少100人傷，十多人傷勢嚴重。澳門港務局局長黃穗文相信大霧是意外主因。另一艘往澳門的噴射船，在大嶼山分流附近與一艘漁船輕微碰撞，幸無人傷。
  - 在大霧期間，澳門當局中午將航道改成單程往返，使船隻出入受阻。大量乘客濟留於港澳碼頭及澳門外港碼頭，船公司在下午3時停售船票，並加密晚上的班次以疏導人流，已經購票的乘客可選擇退票或於稍後乘搭。
- 亞視攝影師李東杰在高雄採訪立委選舉活動時，從車上墮地頭部受重傷，隨即被送院並接受手術，現於深切治療病房接受觀察。醫生表示手術順利，但整個腦部也受內出血影響，將來或會影響說話能力。 明報
- 杭州市中級人民法院裁定本港服裝集團G2000侵權一名個體戶的商標專用權，要賠償2,000萬人民幣。G2000集團不服，並會提出上訴。有港商指，香港的商標專利並不適用於內地，商界於進軍內地時須了解當地的法規。 明報
- 恆指是日先升後跌，聯儲局暗示可能大幅減息，使恆指高開204點；但午後傳出美林證券須為次按作巨額撥備，使恆指一度急跌逾500點，收報26,867點，跌363點，主板成交1,287億。匯控及地產跌逾2%，中資電訊股則個別發展。 明報

## 1月10日
（請按此參閱當天之報章頭條）
- 民間電台無視法院禁令利用FM廣播，政府表明不會坐視不理。 明報
  - 高院法官馮驊認為電訊條例雖違憲，但裁判官有權暫緩裁決，免造成法律缺口及令他人效法。同時他亦接納律政司提出有需要規管無線電頻譜，否則會干擾緊急服務。馮驊強調頒布禁令並無政治考慮，但法院亦不容有條件犯法。
  - 民間電台無理會禁令，晚上在旺角進行直播論壇節目，吸引大批途人圍觀。多名泛民立會議員到場參與，並稱不擔心會被當局拘控。廣播歷時約一小時，期間執法人員並無干預。司法機構派出執達吏到場，展示禁制令。
  - 電管局晚上偵測到民間電台利用102.8兆赫傳送公開論壇的話音內容，局方已就事件展開調查。又表明任何人如協助犯案者違反該禁制令，亦有可能被視為藐視法庭。而商務及經濟發展局長馬時亨則呼籲民間電台尊重法治精神。
- 瑞士馬術總會決定退出奧運馬術盛裝舞步比賽，該會表示香港八月天氣酷熱潮濕，擔心長途旅程會影響馬匹健康而決定退出。奧運馬術公司對此表示可惜，但會由其他合資格隊伍補上。港協暨奧委會會長霍震霆將到瑞士了解事件。 明報
- 衛生署呼籲市民不要服用一種減肥藥丸膠囊，該署於修身堂纖體中心中環分店內的張英傑醫生診所中搜出241深綠色「Apisate」的藥丸膠囊，化驗結果顯示膠囊含氟苯丙胺，可引致心瓣疾病等嚴重副作用，署方呼籲市民立即停用。 香港政府新聞公報 （页面存档备份，存于）
- 警方商業罪案調查科於1月9日拘捕五人，他們涉嫌冒充外國投資銀行職員誘騙市民投資物業發展和期票的騙案，暫時未知有多少人被騙。有關公司位於上環維德廣場，暫末知受害人數目，但相信仍有3名涉案人士在逃。 明報

## 1月9日
（請按此參閱當天之報章頭條）
- 一批在將軍澳日出康城地盤工作的工人，不滿連續數月被拖久薪金，一度衝出環保大道並堵塞交通。工人擾攘約兩小時後，返回路邊繼續靜坐。勞工處下午聯同勞資雙方在地盤開會，大判承諾墊支欠薪，工潮暫時解決。 明報 （页面存档备份，存于）
- 律政司向高等法院申請禁制令，禁止民間電台繼續廣播。政府指倘電台繼續廣播，會干擾電訊及影響緊急服務，危害公眾安全。而電台代表則指法庭已裁定電訊條例違憲，政府不應限制電台的權利，案件押後至翌日再審。 明報 （页面存档备份，存于）
- 京九直通車及滬九直通車已改用電動機車行走。新車廂內將設電插座及私人空調調校器。而洗手間內的坐廁都改用真空設計，以減環境污染。另港鐵表示，農曆年廿二至年三十期間，京九及滬九的直通車票已售罄。 明報 （页面存档备份，存于）
- 恆指先跌後回升，大市於早段跟隨外圍下跌355點，但接近中午開始反彈。下午升幅擴大，並以接近全日高位的27,615點收市，升502點，成交增至1,200億水平。中資股成升市火車頭，三隻內地石油股升2-4%，但匯豐一度跌至兩年低位。 明報[]

## 1月8日
（請按此參閱當天之報章頭條）
- 東區法院裁定電訊條例部分條文違憲，撤銷梁國雄等人無牌廣播控罪。但裁判官其後接納代表政府的控方律師提出，認為裁判法院應聽取更高級法院的意見，以確定法例是否違憲，故批准暫緩執行違憲的決定，並擱置撤銷控罪。 都市日報[永久]、香港政府新聞網 （页面存档备份，存于）、維基新聞
- 總商會主席蔣麗莉被控串謀詐騙及作出虛假陳述的案件，早上於東區裁判法院提堂，蔣震家族多名成員到場旁聽。控方表示案件仍在調查中，不排除會加控其他罪名。蔣麗莉獲准以100萬港元保釋，案件押後至3月4日再提堂。 明報 （页面存档备份，存于）
- 房委會公布財政預算，由於公屋減租等因素，該會預計是年盈餘只有35億港元。而當貨尾居屋售畢後，該會只能靠投資回報維持。然而該會相信未來5年仍財政穩健，預計每年平均興建約15,000個公屋單位，並維持3年的上樓時間。 明報 （页面存档备份，存于）

## 1月7日
（請按此參閱當天之報章頭條）
- 政府與中電及港燈達成新利潤管制協議，兩電的准許利潤回報將降至9.99%，並將准許回報率將與環保表現掛勾，倘電力公司排放污染物超標，將被扣減准許回報。政府估計在新協議下，全港市民及商戶每年將可少付50億港元電費。 明報
- 廉署落案起訴總商會主席的太平洋興業前主席蔣麗莉及前執董胡思聖，指他們涉嫌在2002年購股權串謀詐騙公司股東、證監會及聯交所，並發表兩份虛假書面陳述，兩人均獲准保釋外出，星期二在東區裁判法院提堂。 明報 （页面存档备份，存于）
- 港鐵將於牛頭角站、太子站及鰂魚涌站三個車站的地面興建洗手間，並於八個露天及架空車站興建月台閘門，預計工程將於2012年前完成。此外，港鐵將斥資4.5億港元，購入22列新香港輕鐵車廂及20部新型環保巴士。 明報 （页面存档备份，存于）

## 1月6日
（請按此參閱當天之報章頭條）
- 屯門醫院一名患肝病及貧血的男病人，在輸血後多個器官出現衰竭，情況危殆。院方調查後懷疑血液受螢光假單胞菌污染。有微生物學家表示，螢光假單胞菌可在低溫下繁殖，估計是血液儲存了較長時間，讓細菌能大量繁殖。明報 （页面存档备份，存于）、都市日報[永久]

## 1月5日
（請按此參閱當天之報章頭條）
- 港區全國人大代表選舉開始接受提名，全日約有10人到場登記，行會成員史美倫及前廉政專員羅范椒芬均有報名參選。羅范椒芬表示，報名前已跟特區政府溝通並獲得核准。人代選舉將於1月25日舉行，屆時將選出36名代表。明報 （页面存档备份，存于）
- 政府有意在屯門小冷水興建全港首個以焚化為核心的綜合廢物管理設施，並於附近的爛角咀興建污泥處理廠，不少區議員及居民均擔心會造成滋擾，並質疑集厭惡性設施集中設於屯門的理據，但有學者認為屯門較適合興建此等設施。 亞洲電視

## 1月4日
（請按此參閱當天之報章頭條）
- 旅遊業議會總幹事董耀中指，受港元疲弱及航空公司加費等因素影響，是年從香港出發的春節旅行團，平均加價逾10%。然而由於市道暢旺，市民消費意欲增加，大部份旅行團的報團率已達九成滿，當中更以長程豪華團需求更殷。明報 （页面存档备份，存于）
- 香港一間壽司店的東主，在東京築地漁市場，以破紀錄的43.5萬港元，投得一條重276公斤藍鰭吞拿魚。 維基新聞

## 1月3日
（請按此參閱當天之報章頭條）
- 房協決定凍結轄下屋村的住宅租金至2009年3月，並免收2月份租金，涉資最少5000萬港元，估計10萬居民受惠。另因轄下屋村樓齡大部分已逾20年，房協擬於未來5年投放逾10億港元資金，以進行維修及改善工程。 明報 （页面存档备份，存于）
- 屯門山火在焚燒46小時後於中午撲滅，青山一帶山頭嚴重焚毀。 明報
  - 消防處稱是次山火雖接近民居，但未有波及及造成傷亡，焚毀的樹林亦無珍貴品種。處方自星期三共動員逾500人次的消防員滅火，並於蝴蝶灣公園設指揮中心。雖山火已滅，但消防將續於附近留守，以防死灰復燃。
  - 長春社表示，由於山火燒毀大片樹木，除造成水土流失外，並已影響紅鋸蝶和白翅蠟蟬等罕見昆蟲的生境。另因青山一帶以花崗岩為主，植物難以生長。認為即使政府採取植林措施，也需至少10年才能回復原貌。
- 港區人大舉行會議，為1月25日舉行的全國人大代表選舉作準備。 明報 （页面存档备份，存于）
  - 會議大比數通過15人的主席團成員名單，並由特首曾蔭權任常務主席。是屆選舉氣氛激烈，其中包括已故政協副主席霍英東的兒子霍震寰、前九鐵主席田北辰、前廉政專員羅范椒芬及立法會議員涂謹申等人均表明有意參選。
  - 人大副委員長盛華仁在會上表明，愛國愛港、擁護憲法及一國兩制是角逐港區人大席位的重要條件。他亦提及人大常委會剛就香港的政制發展訂出時間表，相信對保證香港民主制度，促進香港繁榮穩定具深遠意義。
- 香港區議會'陸續選出正副主席，泛民主派無人取得主席一職。 維基新聞

## 1月2日
（請按此參閱當天之報章頭條）
- 焚燒超過一天的屯門山火仍未救熄，三條火龍更延伸至西面的小冷水、散石灣及龍鼓灘，山火一度迫近距離龍鼓灘的民居。消防處表示，由於風勢轉強及山勢陡峭，增加撲救工作的難度，飛行服務隊直升機須多次出動投擲水彈。 明報 （页面存档备份，存于）、維基新聞

## 1月1日
- 屯門菠蘿山發生三級山火，火場面積達180公頃，消防處需出動28輛消防車及和140多名消防員撲救。山火發生在下午2時許，由於山火逼近楊小坑村和青山禪院，逾百名村民、行山人士及僧侶需要疏散，部份更需由飛行服務隊載走。  香港電台、山火實況 （页面存档备份，存于）、明報
- 元旦冬泳早上於港島舉行，是屆賽事共有破紀錄的2,800人參加。雖然比賽時氣溫只有攝氏10度，但仍無損參賽者的興緻。主辦單位表示，近年認同游冬泳對身心有益者日多，相信只要有適當訓練，任何人均適合參與。 明報 （页面存档备份，存于）
- 在除夕的新田公路交通意外中，飛行服務隊首次出動作公路拯救。負責行動的女機師甄淑賢表示，由於公路上有燈柱及架空電纜，增加拯救難度。而行動經理胡偉雄表示，該隊於03年起成立公路拯救計劃，以助交通意外重傷者送院搶救。 明報 （页面存档备份，存于）

## 有用參考連結
- 網站：雅虎香港 | Google香港 | 香港政府新聞網 | 新浪網新聞
- 報章：明報 | 明報即時新聞網 | 成報 | 蘋果日報 | 星島日報 | 香港經濟日報 | 大公報 | 文匯報 | am730 | 南華早報 | 頭條日報 | 晴報 |
- 電台：商業電台 | 新城電台 | 香港電台 | 澳門電台
- 電視：有線新聞 | 無綫新聞 | 亞視新聞 | now新聞台| 澳門電視台
- 其他：英文維基新聞（香港） | 英文維基新聞（澳門） | 網政廿一 | 獨立媒體 | BBC中文網 | Oh My News 國際版本 | 亞洲時報 | 獨立新聞在線 | 全球之聲 | 香港人網